# Antwan Scott
Antwan Scott (Wylie, 28 febbraio 1992) è un cestista statunitense, professionista in Europa.